# Emblemariopsis signifer
Emblemariopsis signifer is een  straalvinnige vissensoort uit de familie van snoekslijmvissen (Chaenopsidae). De wetenschappelijke naam van de soort is voor het eerst geldig gepubliceerd in 1942 door Ginsburg.
De soort komt voornamelijk voor in het koraal van de Westelijke Atlantische Oceaan. Hij kan maximaal 2,8 centimeter lang worden.